# ناحیه لیروی، شهرستان بونی، ایلینوی
ناحیه لیروی، شهرستان بونی، ایلینوی (به انگلیسی: Leroy Township) یک منطقهٔ مسکونی در ایالات متحده آمریکا است که در شهرستان بونی، ایلینوی واقع شده‌است. ناحیه لیروی ۴۸۵ نفر جمعیت دارد و ۲۸۷ متر بالاتر از سطح دریا واقع شده‌است.